# H55
De H55, voluit Helsingborgsutställningen 1955, was een internationale tentoonstelling voor architectuur, binneninrichting en vormgeving die in 1955 in de Zweedse stad Helsingborg werd gehouden. Het was de 12e gespecialiseerde tentoonstelling die door het Bureau International des Expositions werd erkend.

## De tentoonstelling
De tentoonstelling had de bedoeling om de praktische toepassingen van (industriële) vormgeving, architectuur en binneninrichting te laten zien. Op het terrein kwamen verschillende onderwerpen aan de orde. Op het vasteland was behalve de ingang een concertzaal gevestigd en werden verschillende modelwoningen en bouwtechnieken getoond.

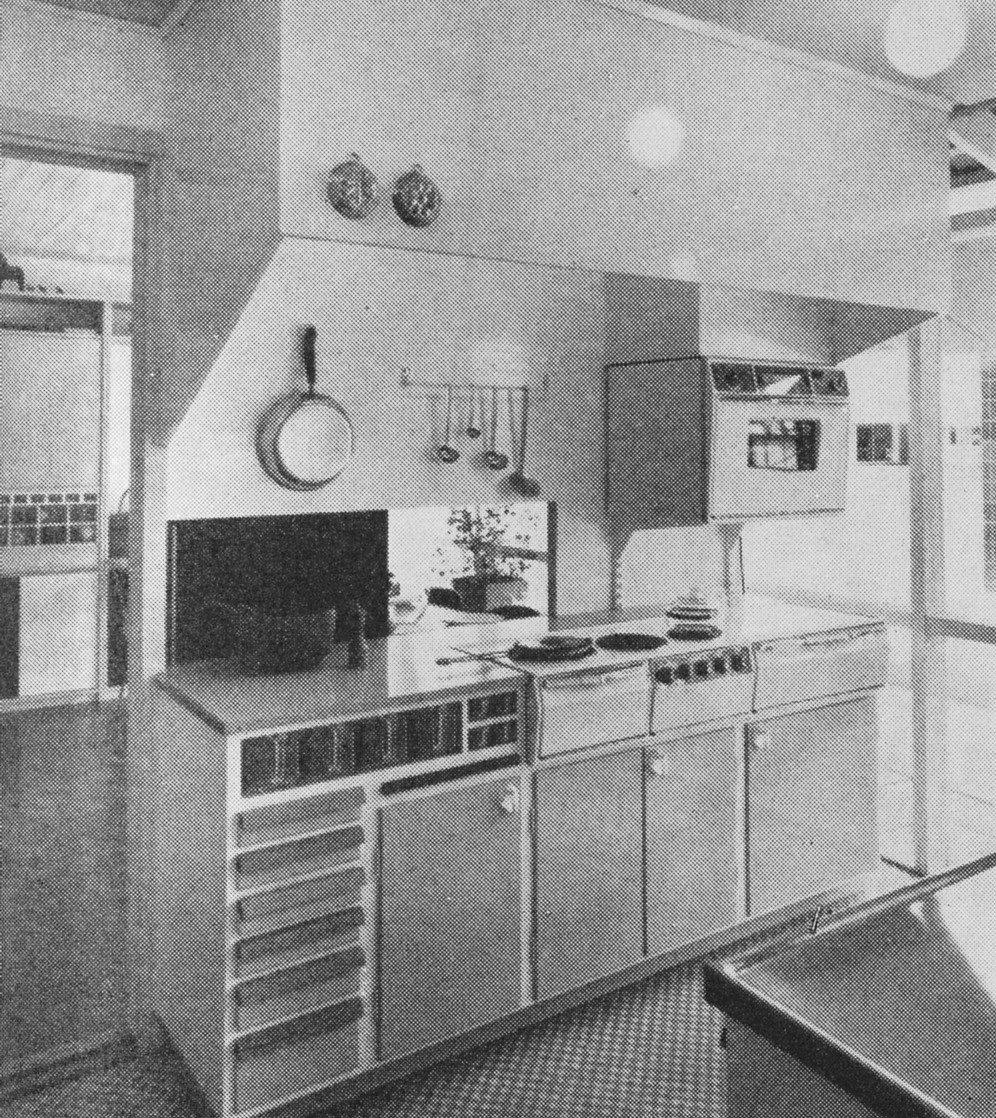
Keuken in de Zweedse woning
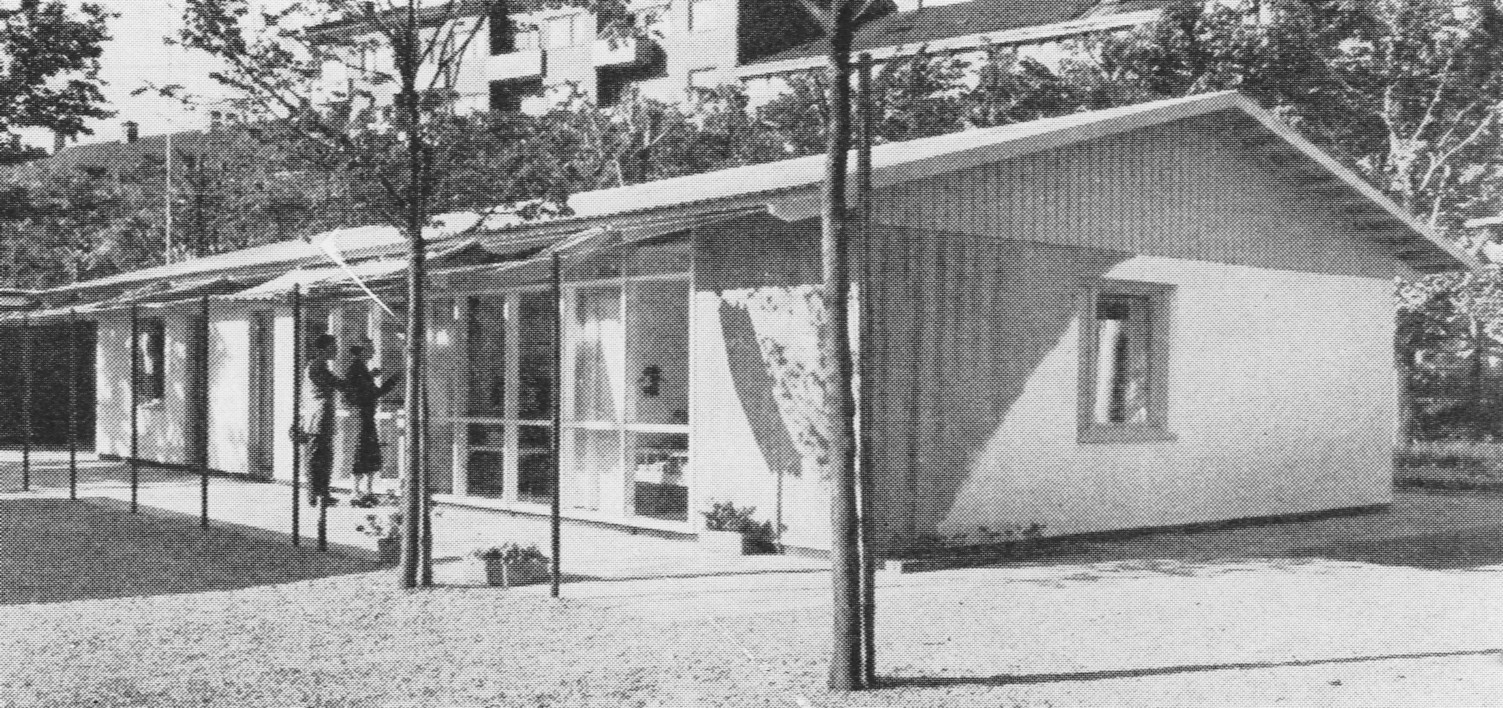
De Zweedse modelwoning
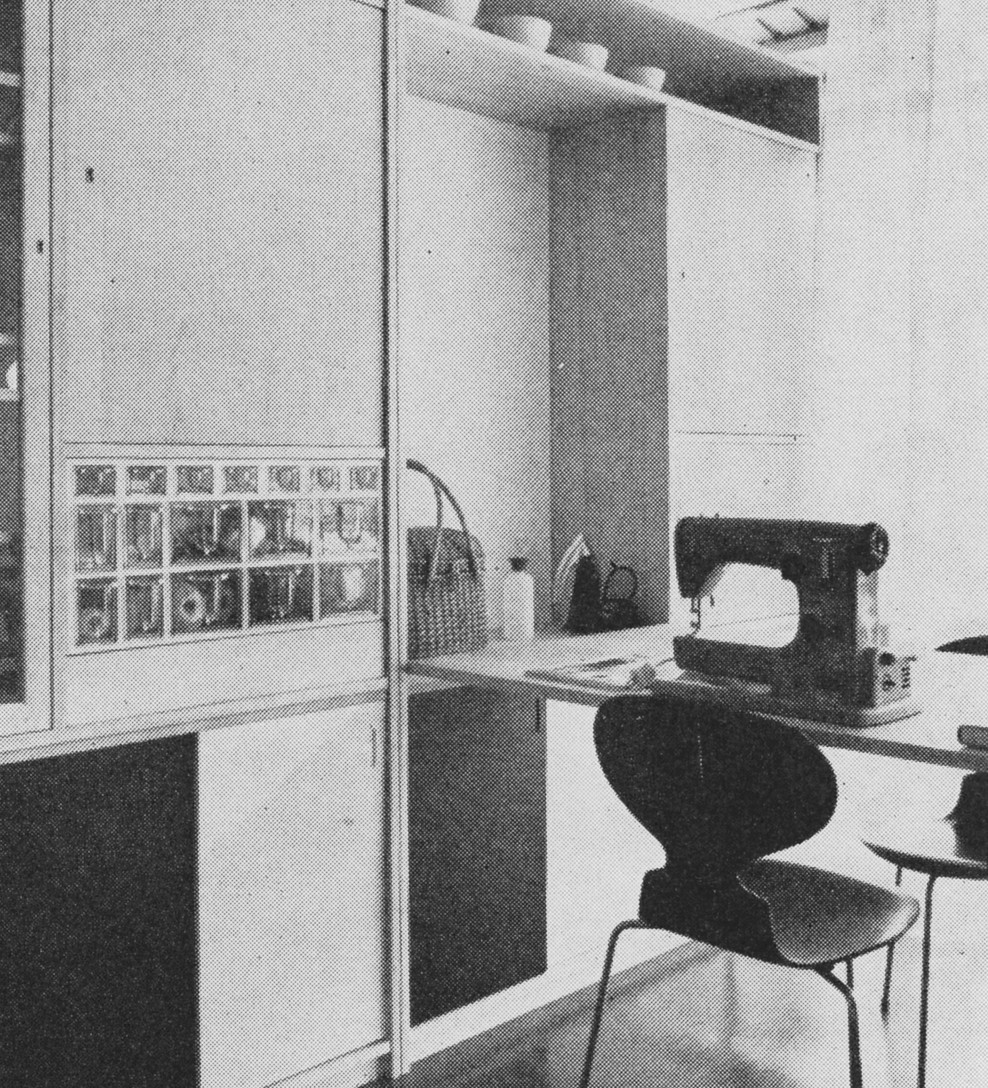
Woonkamer in de Zweedse woning

Het gebouw voor binneninrichting bevatte kamers die elk door een van de deelnemende landen, Denemarken, Finland, Frankrijk, Japan, het Verenigd Koninkrijk, de Bondsrepubliek Duitsland, Zweden en Zwitserland, was ingericht.
Het andere deel bevond zich op een pier, de parapeten, uit 1892 die via een brug (bouwwerk nr. 5) werd bereikt.
Op de pier waren 12 paviljoens te vinden met diverse onderwerpen:
- 6 Elektriciteit, Licht en Kracht
- 7 School, kinderkleding en middageten op school
- 8 & 9 Bar 55, dansvloer en modeshow
- 10 Tot uw dienst, Bank, PTT, reisbureau, souvenirwinkels
- 11 Aan boord, scheepsinrichting
- 12 Tuin
- 13 Kleur en vorm
- 14 Ontmoetingsplaats
- 15 Restaurant
- 16 Scandinavische handvaardigheid
- 17 Zweedse handvaardigheid

Een van de vindingen die hier werd gepresenteerd was het driehoekige Tetra pak dat was ontwikkeld voor de distributie van schoolmelk.

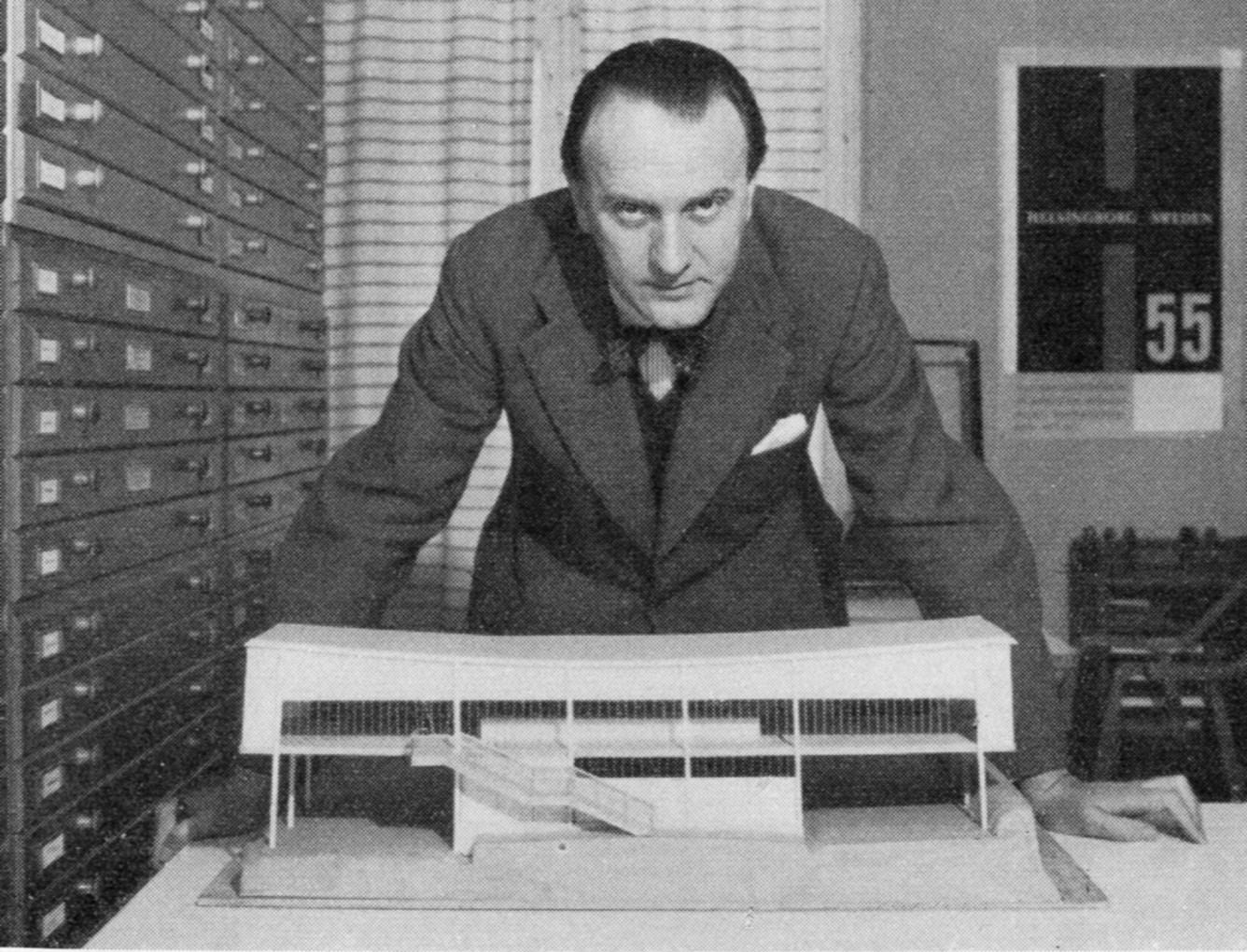
Architect Carl Axel Acking en zijn paviljoen 8
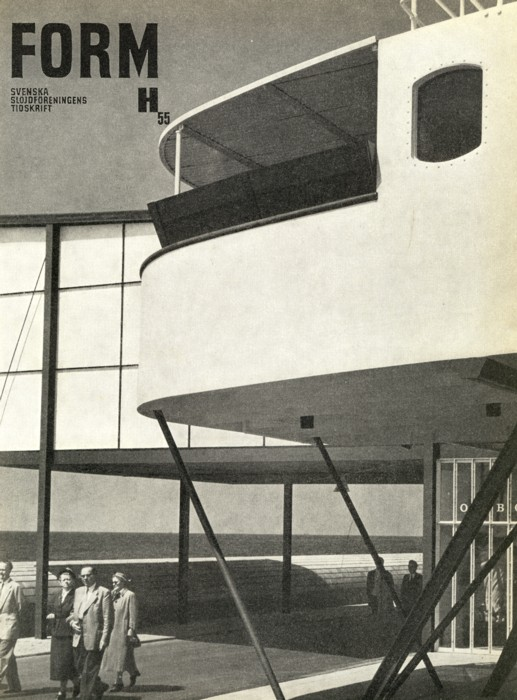
Speciaalnummer van het tijdschrift FORM
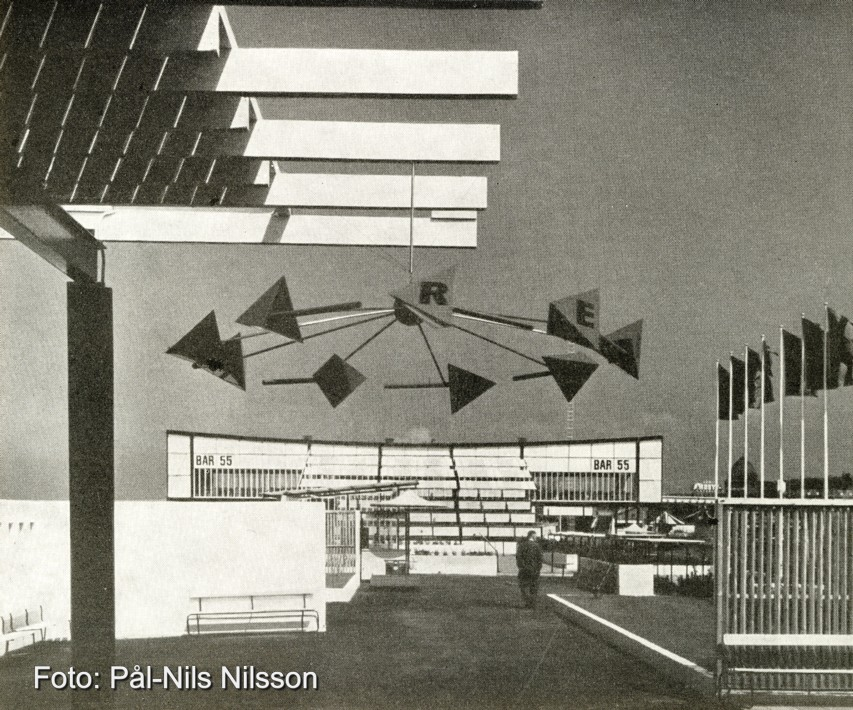
Bar 55 (paviljoen 8)
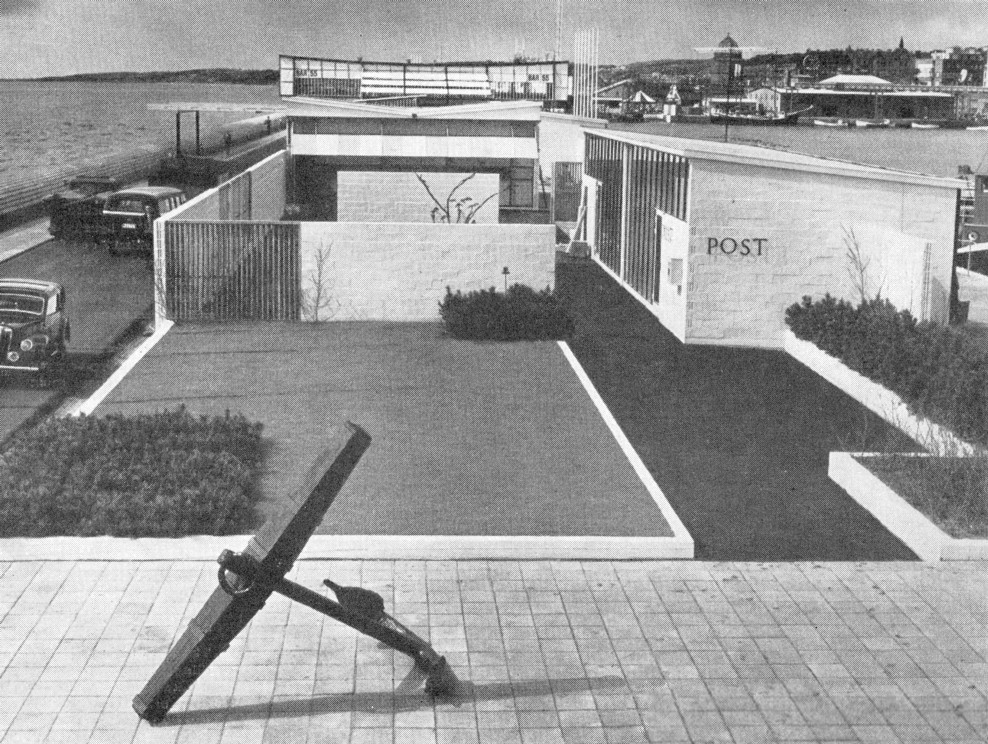
Tot uw dienst (paviljoen 10)
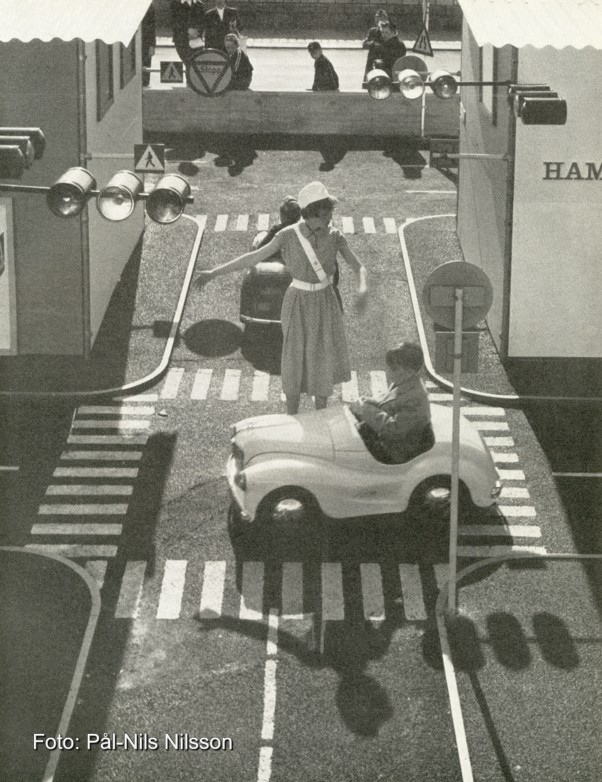
Verkeerstuin, spelen en leren